# 2123 블타바
2123 블타바(2123 Vltava, 임시 명칭: 1973 SL2)는 소행성대 외부 지역에 있는 돌이 많은 코로니안 소행성으로 직경이 약 15km이다. 1973년 9월 22일 소련-러시아 천문학자 니콜라이 체르니크(Nikolai Chernykh)가 크림 반도 나우치니(Nauchnyj)에 있는 크림 천체물리 관측소에서 발견했다. 블타바강(몰다우)의 이름을 따서 명명되었다.

## 분류 및 궤도
이 S형 소행성은 코로니스족(Koronis family)에 속하며 158 코로니스(Koronis)의 이름을 따서 명명되었으며 거의 동일 평면에 있는 황도 궤도를 가진 약 300개의 알려진 소행성으로 구성된다. 소행성은 4년 10개월(1,767일)에 한 번씩 2.6~3.1 AU 거리의 외부 주대에서 태양을 공전한다. 궤도의 이심률은 0.08이고 황도에 대한 기울기는 1°이다. 1934년 하이델베르그에서 이루어진 첫 번째 사전 발견은 나우치니(Nauchnyj)에서의 공식 발견 관찰보다 39년 전 시체의 관찰 범위를 연장했다.